# 二ツ杁駅
二ツ杁駅（ふたついりえき）は、愛知県清須市西枇杷島町芳野二丁目にある名古屋鉄道名古屋本線の駅である。駅番号はNH40。

## 概要
旧西春日井郡西枇杷島町の鉄道駅で唯一優等種別が停車する。かつては名古屋方面ホームに駅員がいたが、現在は駅集中管理システムにより無人駅（管理元は須ヶ口駅）となっている。かねてより準急停車駅だったが、2011年3月26日のダイヤ改正以降、準急の無い時間帯に準急を補う形で名鉄一宮 - 豊川稲荷間を運行する急行が有松駅ととも一部特別停車するようになった。2021年5月22日のダイヤ改正以降、平日昼間の急行特別停車が一時廃止され、普通列車が毎時4本停車する形になっていた。2023年3月18日のダイヤ改正以降、普通列車が毎時2本停車に戻った代わりに昼間の準急が毎時2本復活しているが、土休日の夕方は準急がほとんどないため急行の特別停車は継続している。日中、当駅に停車する列車は下りの準急を除いて当駅で特急または快速特急を待避している。
名古屋方面は当駅を出ると名古屋本線方面は堀田駅（急行の待避は本笠寺駅）常滑線方面は大江駅まで事実上待避ができない（実際は金山駅で待避可能であるが、本数が多いため通常は行わない。西枇杷島駅の待避線は2019年3月に使用停止となり、後に廃止された）ため、準急・普通の多くが当駅で通過待ちをしている。反対に一宮方面は当駅を出ると新清洲駅まで待避ができない（津島方面は終点の弥富駅まで待避不可）。
6月に尾張西枇杷島まつり花火大会が開催されるときは夜間に一部の急行が臨時停車する。

## 歴史
名古屋電気鉄道津島線として開業した当時はまだ設置されておらず、後年に西枇杷島町の区画整理に伴って新設された駅である。この時同駅付近の線形も改良された。現在こそ待避駅として機能しているが開業当初は待避設備を持たず、隣駅の西枇杷島駅で通過列車の待避を行っていた。西枇杷島駅は現在のJR東海道本線と陸橋に挟まれた立地条件からホームの拡張もままならず、その代替として当駅に待避線を新設することになった。1987年（昭和62年）に当駅に待避線が設置されると西枇杷島駅で待避する列車は減少し、現在でも普通や準急の多くが当駅で待避している。2019年3月のダイヤ改正をもって西枇杷島駅での待避が全て廃止されたため、改正後は同駅で待避していた列車も当駅で待避するようになっている。

### 年表
- 1942年（昭和17年）2月1日：開業。
- 1962年（昭和37年）
  - 3月5日：駅ビル（鉄筋4階建、2階以上は独身寮）を併設した新駅舎使用開始[4]。
  - 4月：名古屋ショッピ（後のパレマルシェ）開店[5]。
- 1987年（昭和62年）11月24日：上下待避線を新設。準急停車駅となる（それ以前は西枇杷島駅が準急停車駅となっていた）[6]。同時にホームを4両分から8両分に延伸し、踏切を1ヶ所廃止。
- 2004年（平成16年）
  - 3月6日：無人化[7]。
  - 3月15日：乗車カード「トランパス」の供用を開始する。
- 2011年（平成23年）2月11日：ICカード乗車券「manaca」の供用を開始する。
- 2012年（平成24年）2月29日：トランパスの供用を終了する。

## 駅構造
8両編成対応の相対式ホームおよび通過線（本線）の計2面4線を有する地上駅である。本線にはホームがない。改札口は各ホームの中程にあり、付近には自動券売機（継続manaca定期乗車券及び新規manaca通勤定期乗車券の購入も可能ではあるが、クレジットカードでの決済は7:00～22:00の間に限られる）と自動精算機（ICカードのチャージ等も可能）を1台ずつ備えている。なお、改札内には互いのホームを行き来できる通路はなく、改札外の地下道で連絡している。

### のりば
| ホーム       | 路線          | 方向 | 行先                         |
| ------------ | ------------- | ---- | ---------------------------- |
| (南側待避線) | NH 名古屋本線 | 下り | 名鉄一宮・名鉄岐阜・津島方面 |
| (北側待避線) | NH 名古屋本線 | 上り | 名鉄名古屋・金山方面         |

- 本線はホームのない通過線（通過列車が使用）のため、停車列車は全て待避線に入る。
- 案内上ののりば番号は未設定。

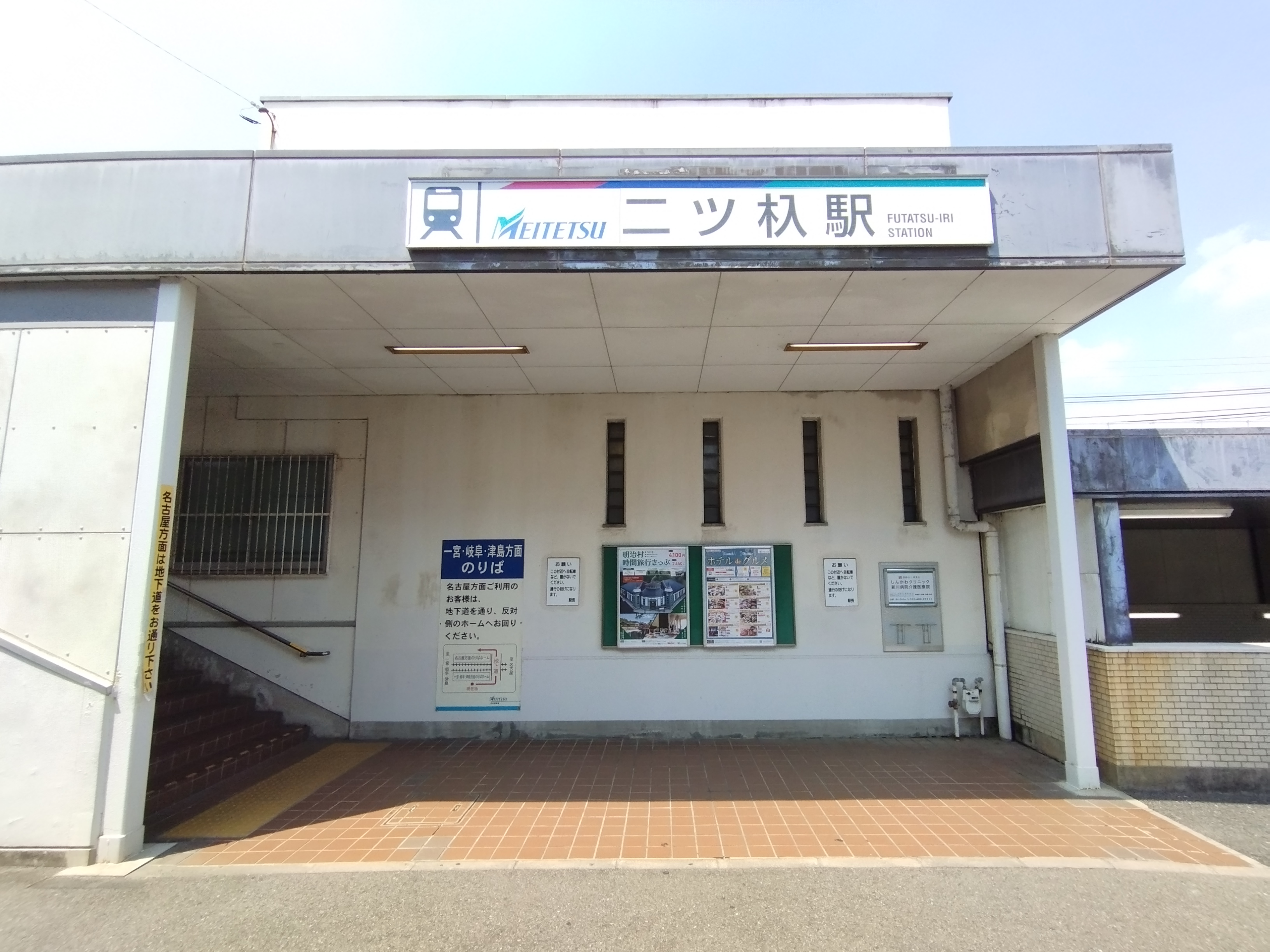
南口
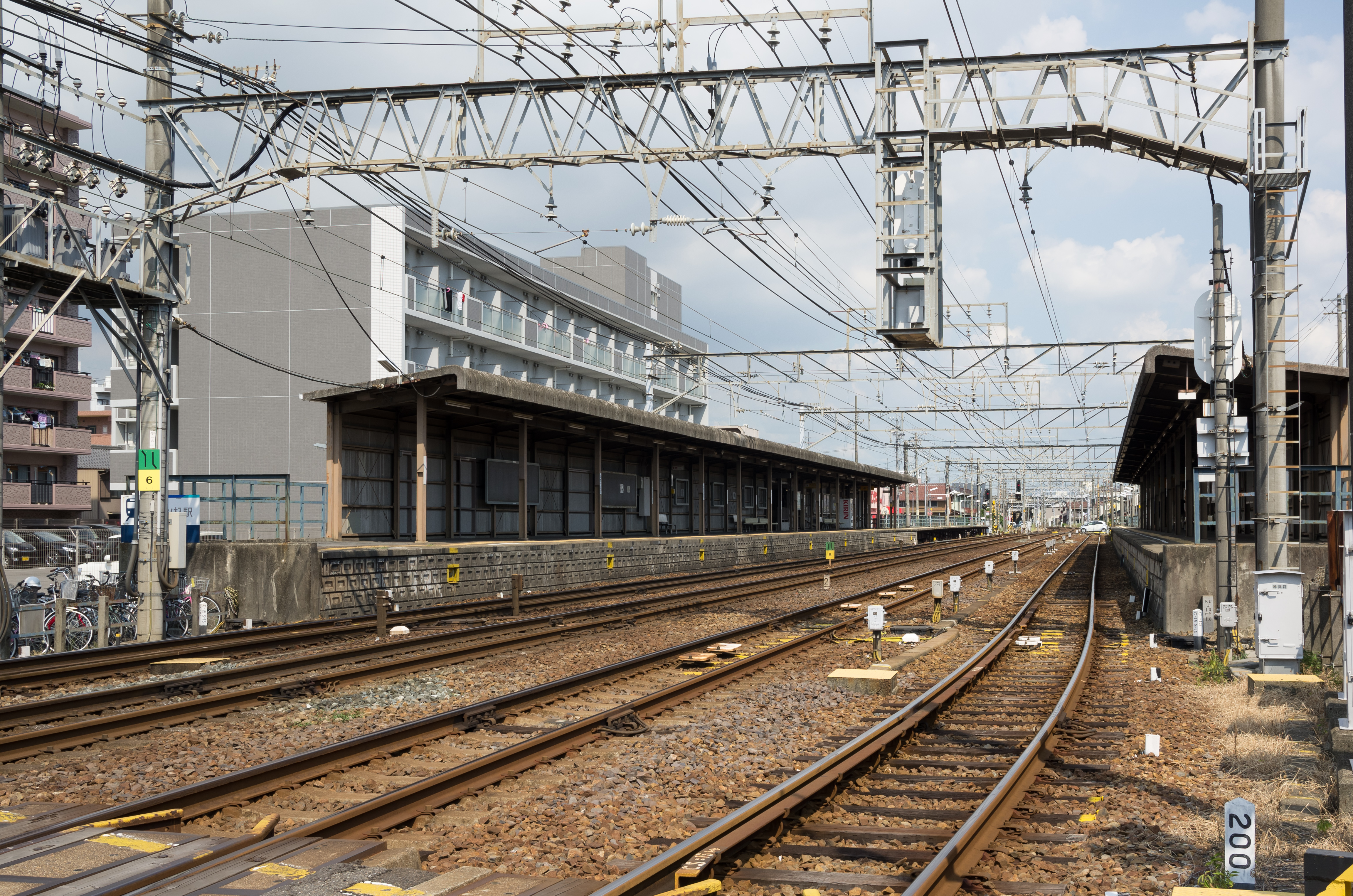
駅構造
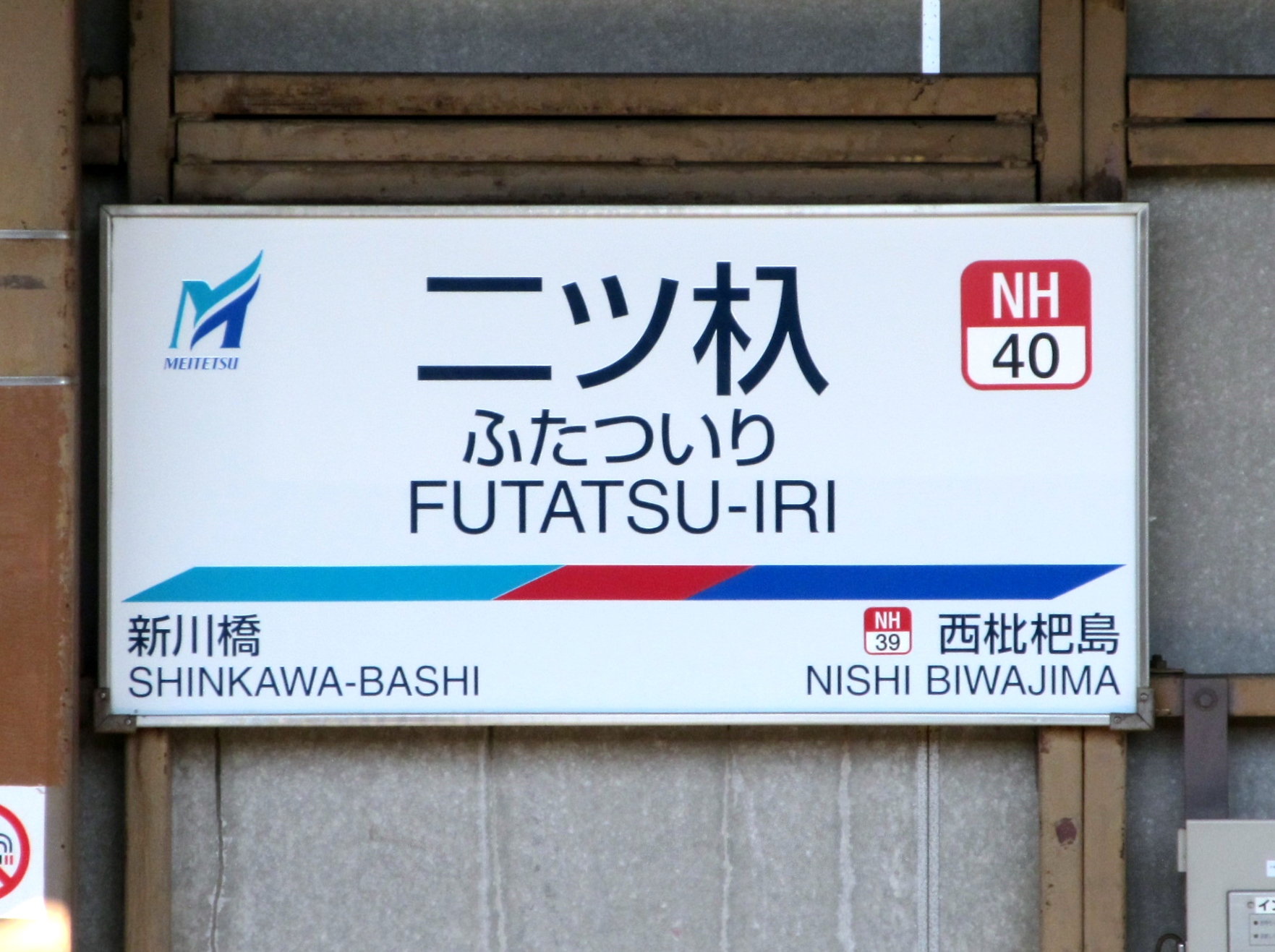
駅名標
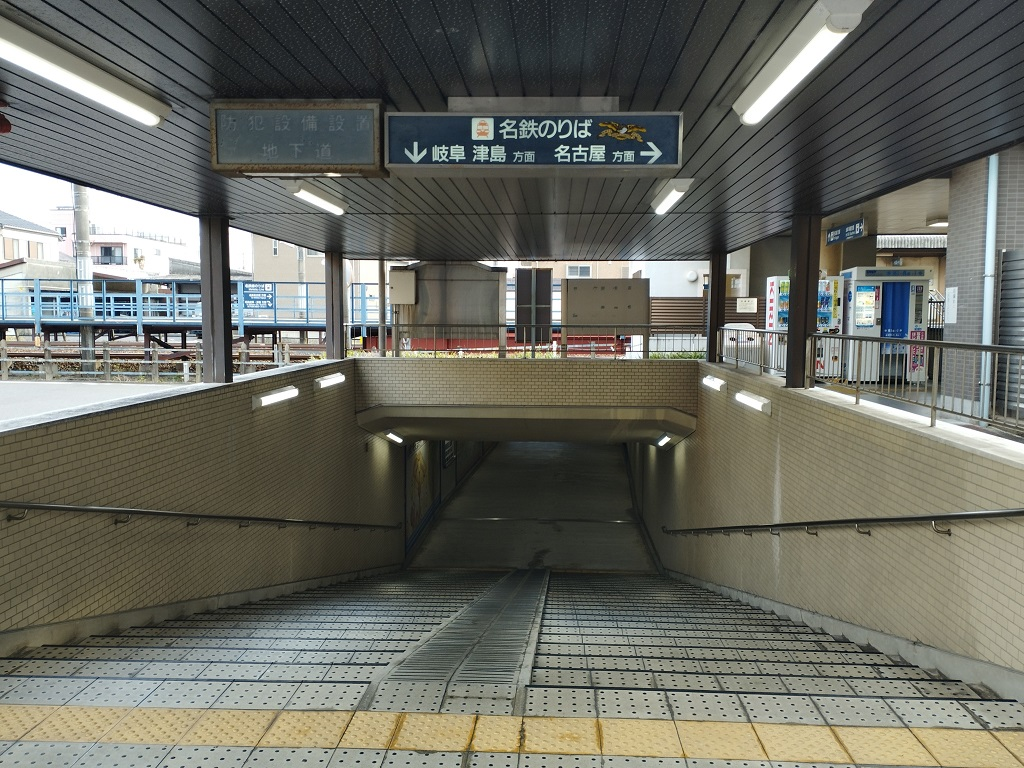
南北のホームを結ぶ地下道の入り口

### 配線図
| ← 名古屋方面 | 二ツ杁駅 構内配線略図 | → 一宮・ 岐阜方面 |
| 凡例 出典:   |                       |                   |

## 利用状況
- 移動等円滑化取組報告書によると、2020年度当時の1日平均乗降人員は2,663人であった[11]。
- 『名鉄120年：近20年のあゆみ』によると2013年度当時の1日平均乗降人員は2,708人であり、この値は名鉄全駅（275駅）中157位、名古屋本線（60駅）中41位であった[12]。
- 『名古屋鉄道百年史』によると1992年度当時の1日平均乗降人員は5,144人であり、この値は岐阜市内線均一運賃区間内各駅（岐阜市内線・田神線・美濃町線徹明町駅 - 琴塚駅間）を除く名鉄全駅（342駅）中91位、 名古屋本線（61駅）中31位であった[13]。

『愛知県統計書』、『愛知県統計年鑑』各号によると、一日平均乗車人員の推移は以下の通りである。
| 年                 | 総数 | 定期 | 備考                            |
| ------------------ | ---- | ---- | ------------------------------- |
| 1949（昭和24）年度 | *956 |      | 期間は1949年5月 - 1950年4月末   |
| 1950（昭和25）年度 | *649 |      | 期間は1949年11月 - 1950年10月末 |
| 1951（昭和26）年度 | *627 |      | [ 16 ]                          |
| 1952（昭和27）年度 | 558  |      | [ 17 ]                          |
| 1953（昭和28）年度 | 604  |      | [ 18 ]                          |
| 1954（昭和29）年度 | 682  |      | [ 19 ]                          |
| 1955（昭和30）年度 | 742  |      | [ 20 ]                          |
| 1956（昭和31）年度 | 1208 |      | [ 21 ]                          |
| 1957（昭和32）年度 | 1644 |      | [ 22 ]                          |
| 1958（昭和33）年度 |      |      |                                 |
| 1959（昭和34）年度 |      |      |                                 |
| 1960（昭和35）年度 |      |      |                                 |
| 1961（昭和36）年度 |      |      |                                 |
| 1962（昭和37）年度 |      |      |                                 |
| 1963（昭和38）年度 |      |      |                                 |
| 1964（昭和39）年度 |      |      |                                 |
| 1965（昭和40）年度 |      |      |                                 |
| 1966（昭和41）年度 |      |      |                                 |
| 1967（昭和42）年度 |      |      |                                 |
| 1968（昭和43）年度 |      |      |                                 |
| 1969（昭和44）年度 |      |      |                                 |
| 1970（昭和45）年度 |      |      |                                 |
| 1971（昭和46）年度 |      |      |                                 |
| 1972（昭和47）年度 |      |      |                                 |
| 1973（昭和48）年度 |      |      |                                 |
| 1974（昭和49）年度 |      |      |                                 |
| 1975（昭和50）年度 |      |      |                                 |
| 1976（昭和51）年度 |      |      |                                 |
| 1977（昭和52）年度 |      |      |                                 |
| 1978（昭和53）年度 | 1409 | 1015 | [ 23 ]                          |
| 1979（昭和54）年度 | 1497 | 1080 | [ 24 ]                          |
| 1980（昭和55）年度 | 1399 | 992  | [ 25 ]                          |
| 1981（昭和56）年度 | 1365 | 984  | [ 26 ]                          |
| 1982（昭和57）年度 | 1361 | 984  | [ 27 ]                          |
| 1983（昭和58）年度 | 1205 | 861  | [ 28 ]                          |
| 1984（昭和59）年度 | 1230 | 878  | [ 29 ]                          |
| 1985（昭和60）年度 | 1176 | 833  | [ 30 ]                          |
| 1986（昭和61）年度 | 1112 | 783  | [ 31 ]                          |
| 1987（昭和62）年度 | 1221 | 834  | [ 32 ]                          |
| 1988（昭和63）年度 | 2014 | 1454 | [ 33 ]                          |
| 1989（平成元）年度 | 2207 | 1630 | [ 34 ]                          |
| 1990（平成02）年度 | 2332 | 1753 | [ 35 ]                          |
| 1991（平成03）年度 | 2528 | 1923 | [ 36 ]                          |
| 1992（平成04）年度 | 2576 | 2001 | [ 37 ]                          |
| 1993（平成05）年度 | 2421 | 1876 | [ 38 ]                          |
| 1994（平成06）年度 | 2354 | 1810 | [ 39 ]                          |
| 1995（平成07）年度 | 2218 | 1706 | [ 40 ]                          |
| 1996（平成08）年度 | 2202 | 1704 | [ 41 ]                          |
| 1997（平成09）年度 | 2141 | 1667 | [ 42 ]                          |
| 1998（平成10）年度 | 1982 | 1551 | [ 43 ]                          |
| 1999（平成11）年度 | 1910 | 1499 | [ 44 ]                          |
| 2000（平成12）年度 | 1911 | 1485 | [ 45 ]                          |
| 2001（平成13）年度 | 1811 | 1405 | [ 46 ]                          |
| 2002（平成14）年度 | 1708 | 1318 | [ 47 ]                          |
| 2003（平成15）年度 | 1505 | 1130 | [ 48 ]                          |
| 2004（平成16）年度 | 1449 | 1027 | [ 49 ]                          |
| 2005（平成17）年度 | 1462 | 1013 | [ 50 ]                          |
| 2006（平成18）年度 | 1435 | 973  | [ 51 ]                          |
| 2007（平成19）年度 | 1427 | 971  | [ 52 ]                          |
| 2008（平成20）年度 | 1383 | 944  | [ 53 ]                          |
| 2009（平成21）年度 | 1280 | 847  | [ 54 ]                          |
| 2010（平成22）年度 | 1298 | 855  | [ 55 ]                          |

* 千人単位からの概算値

## 駅周辺
- トランシエ二ツ杁（名鉄社員寮）
- 三菱重工サーマルシステムズ枇杷島製作所
- アオキスーパー西枇杷島店
- 明治チューインガム
- 枇杷島駅：JR東海道本線・JR東海交通事業（TKJ）城北線
- 美濃街道（愛知県道126号給父西枇杷島線）
- 二ツ杁駅前郵便局

### バス
- きよすあしがるバス グリーンルート
  - 清須市役所・須ヶ口駅・上条・新清洲駅南口経由ヨシヅヤ清洲店行き
  - 天水公園経由豊公橋北（湯吉郎）行き
- きよすあしがるバス さくらルート
  - 清須市役所・アルコ清州西・新清洲駅北口・ヨシヅヤ清洲店経由はるひ呼吸器病院行き
  - 西枇杷島会館行き

※ バス停は、駅から南東方向に200m程の、県道126号線沿いにある。
※ いずれのルートも、12月29日から1月3日の間は運行されない。

## 隣の駅
名古屋鉄道
NH 名古屋本線
□ミュースカイ・□快速特急・■特急・□快速急行・■急行
通過
■急行（一部）・ ■準急
栄生駅（NH37） - 二ツ杁駅（NH40） - 須ヶ口駅（NH42）
■普通
西枇杷島駅（NH39） - 二ツ杁駅（NH40） - 新川橋駅（NH41）